# Sütçüler (Isparta)
Sütçüler ist eine Stadt und Hauptort des gleichnamigen Landkreises in der türkischen Provinz Isparta. Die Stadt liegt ca. 50 km Luftlinie (100 Straßenkilometer) südöstlich der Provinzhauptstadt Isparta. Laut Stadtsiegel wurde sie 1938 zur Belediye erhoben. Sütculer liegt etwa neun km von der Karacaören-1-Talsperre (46 km²) im Südwesten des Kreises entfernt.
Der südlichste Landkreis der Provinz Isparta wurde 1938 vom Südteil des Kreises Eğirdir abgespalten. Er grenzt an diesen Kreis im Nordwesten sowie den Kreis Aksu im Nordosten. Außerdem hat er drei Provinzen als Nachbarn: Burdur im Südwesten, Antalya im Süden und Konya im Osten. Ende 2020 zählte er neben der Kreisstadt noch 30 Dörfer (Köy) mit durchschnittlich 258 Bewohnern. Kesme ist mit 950 Einwohnern das größte Dorf. Sütçüler hat vor dem benachbarten Aksu die zweitniedrigste Bevölkerungsdichte.